# 馬士元
馬士元，臺灣行政官員、緊急事務管理和防災專家，現任內政部政務次長，督導警政、消防救護、移民、兵役、空中勤務等國內安全事務，以及協助規劃全社會防衛韌性政策，並兼任行政院打擊詐欺指揮中心指揮官，亦負責協調與美日等國有關軍民政整合、國土安全、災害管理、國際人道救援部門之長期合作。曾任銘傳大學都市規劃與防災學系助理教授、副教授，日本東京都立大學都市環境科學研究科客座研究員，行政院農業委員會專門委員，內政部專門委員，國防部華美戰略培訓班第六期結業， 致理商專教務處註冊組組長、專任講師，立法院公費國會助理，服役經歷為海軍陸戰隊學校預備軍官第52期結業，並擔任海軍陸戰隊實驗募兵營步兵排長及火力排排長。畢業於高雄市道明中學國高中部、東海大學工業工程學系，國立中正大學社會福利研究所和國立臺灣大學建築與城鄉研究所。